# M.H. Laddé
M.H. (Machiel Hendricus) Laddé (né le 5 novembre 1866 et mort le 18 février 1932) est un photographe et réalisateur néerlandais.
On lui doit en 1896 le premier film de fiction néerlandais, Gestoorde hengelaar (Le Pêcheur dérangé)

## Biographie

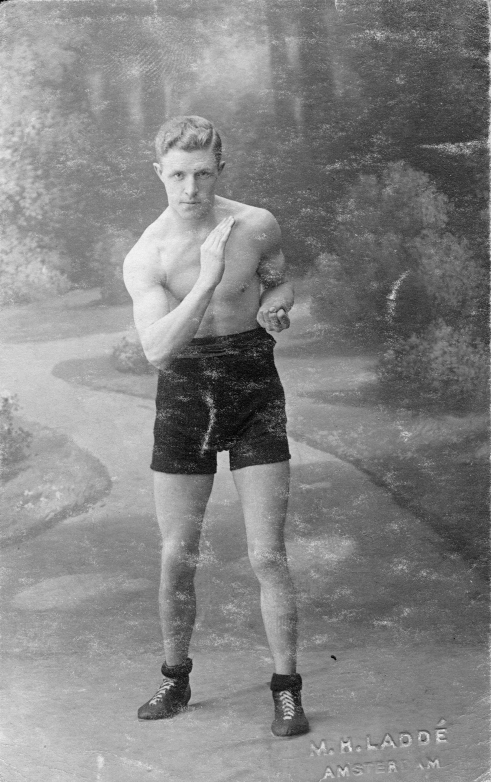
Photo d'un boxeur prise par M.H. Laddé

Entre 1896 et 1906, M.H. Laddé réalise plusieurs courts muets pour la Eerst Nederlandsch Atelier tot het vervaardigen van Films voor de Bioscoop en Cinematograaf M.H. Laddé & J.W. Merkelbach. Ses films étaient montrés par Christiaan Slieker (1861-1945), qui se déplaçait de ville en ville.
Les films de M.H. Laddé sont considérés comme perdus.
M.H. Laddé était aussi un photographe connu qui possédait un studio à Buiksloot (maintenant part d'Amsterdam), beau-fils du photographe Johannes Wilhelm Merkelbach (en), son partenaire dans sa société de production.

## Filmographie
- Gestoorde hengelaar (1896)
- Spelende kinderen (en) (1896)
- Zwemplaats voor Jongelingen te Amsterdam (1896)
- Solser en Hesse (1900)

## Sources
- (nl) Cet article est partiellement ou en totalité issu de l’article de Wikipédia en néerlandais intitulé « M.H. Laddé » (voir la liste des auteurs).